# H. C. Robbins Landon
Howard Chandler Robbins Landon (Boston, 6 de março de 1926–20 de novembro de 2009) foi um musicólogo americano.

## Biografia
Nascido em Boston, Massachusetts, Robbins Landon estudou música no Swarthmore College e na Universidade de Boston. Na sequência se mudou para a Europa, onde trabalhou como crítico musical. A partir de 1947 estudou a obra de Josef Haydn, em Viena, compositor do qual se tornou uma autoridade, e publicou os livros Symphonies of Joseph Haydn, em 1955, e a obra em cinco volumes, Haydn: Chronicle and Works, no fim da década de 1970. Também editou diversas obras de Haydn.
Landon publicou obras sobre outros compositores do século XVIII, como Wolfgang Amadeus Mozart, Ludwig van Beethoven e Antonio Vivaldi. Cunhou o termo barrococó (barococo, em inglês).
Em 1994 envolveu-se numa controvérsia após o surgimento de diversas sonatas para piano, que ele declarou inicialmente como sendo obras de Haydn recém-descobertas, e que posteriormente concluiu serem falsas.
Sua primeira esposa, Christa, morreu num acidente de avião em 1977, e sua segunda esposa foi Else Radant, de quem ele posteriormente se separou. Viveu na França durante os últimos anos de sua vida, até morrer, com 83 anos, no dia 20 de novembro,  em Rabastens.

## Obras publicadas
- Symphonies of Joseph Haydn (1955)
- Beethoven; a documentary study. Compiled and edited by H.C. Robbins Landon. Nova York: Macmillan. 1970. (tradução de Beethoven; sein Leben und seine Welt in zeitgenössischen Bildern und Texten Zurique: Universal Edition, 1970.)
- Haydn: Chronicle and Works. Bloomington: Indiana University Press, 1976-1980. (Also London: Thames and Hudson.) v. 3 has ISBN 0-500-01164-8.
- Haydn: A Documentary Study. Nova York: Rizzoli, 1981. ISBN 0-8478-0388-0.
- Mozart and the Masons : new light on the lodge "Crowned hope". New York, N.Y. : Thames and Hudson, 1983, c1982. ISBN 0-500-55014-X.
- Handel and his World. (First American Edition.) Boston: Little, Brown. 1984. ISBN 0-316-51360-1.
- 1791: Mozart's Last Year. London and Nova York, N.Y. : Thames and Hudson, 1988, 1999. ISBN 	 0-500-28107-6 (1999 edition).
- With Wyn Jones, David: Haydn, His Life and Music. Bloomington: Indiana University Press. 1988. ISBN 0-253-37265-8.
- Mozart, the golden years, 1781-1791. Nova York: Schirmer Books, 1989. ISBN 0-02-872025-3.
- Mozart and Vienna. First American Edition: Nova York : Schirmer Books : Maxwell Macmillan International, 1991. ISBN 0-02-871317-6.
- Vivaldi: Voice of the Baroque. Londres: Thames & Hudson, 1993. ISBN 0-500-01576-7.